# Cladophora glomerata
Espèce
Cladophora glomerata est une espèce d'algues vertes d'eau douce de la famille des Cladophoraceae.

## Description

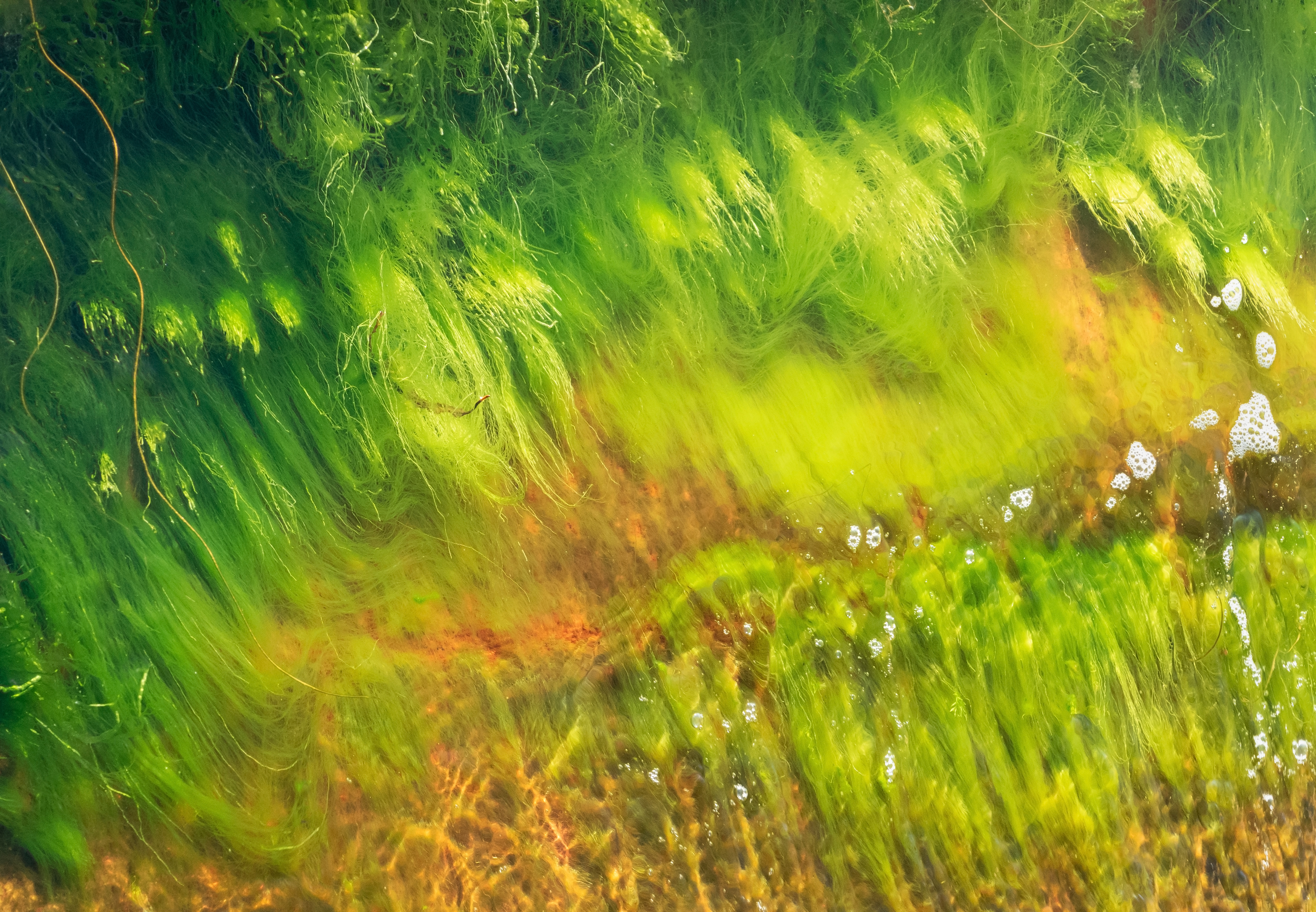
Cladophora glomerata agitée par une vague, ancrée sur une rampe de bateau rouillée. Parmi les touffes de C. glomerata, quelques touffes d'Ulva intestinalis et, en haut à gauche, deux fils de Chorda filum.

## Répartition
L'espèce a une répartition cosmopolite.

## Systématique
Le nom correct Cladophora glomerata a été publié en 1843 par le phycologue prussien Friedrich Traugott Kützing. L'espèce a été initialement décrite en 1753 dans le genre Conferva par le naturaliste suédois Carl von Linné, dans son ouvrage Species Plantarum. L'épithète spécifique glomerata signifie « regroupé en masse ronde ». Il s'agirait en réalité d'un complexe d'espèces.

### Synonymes
Cladophora glomerata a pour synonymes :
(homotypiques)
- Conferva glomerata Linnaeus 1753 (basionyme)
- Polysperma glomeratum (Linnaeus) Vaucher 1803
- Chantransia glomerata (Linnaeus) de Lamarck & De Candolle 1805
- Annulina glomerata (Linnaeus) Link 1820

(hétérotypiques)
- Cladophora canicularis Roth null
- Cladophora fasciculata f. declinata (Kützing) Hauck null
- Conferva cristata Roth 193
- Conferva capillaris Linnaeus 1753
- Conferva rigida Hudson 1762
- Conferva longissima Desfontaines 1798
- Conferva vaginata Ducluzeau 1805
- Chantransia vaginata (Ducluzeau) Desvaux 1813
- Chantransia flavicans Desvaux 1813
- Conferva glomerata var. macrogonya Lyngbye 1819
- Conferva glomerata var. longissima (Desfontaines) Agardh 1824
- Conferva glomerata var. ochrochloa Agardh 1824
- Conferva elongata C.Agardh 1824
- Conferva glomerata var. detersa Agardh 1824
- Conferva glomerata var. firmior Agardh 1824
- Conferva glomerata var. simplicior Agardh 1824
- Conferva strepens C.Agardh 1827
- Conferva comosa Kützing 1836
- Conferva erecta Suhr 1840
- Conferva erecta var. subsimplex Suhr 1840
- Conferva erecta var. tenerrima Suhr 1840
- Cladophora macrogonya (Lyngbye) Kützing 1843
- Cladophora elongata (Agardh) Kützing 1843
- Cladophora strepens (Agardh) Kützing 1843
- Cladophora comosa Kützing 1843
- Cladophora flavescens var. clavigera Kützing 1843
- Cladophora flavida var. clavigera (Kützing) Kützing 1845
- Cladophora curvata Kützing 1845
- Cladophora intricata Kützing 1845
- Cladophora fasciculata Kützing 1845
- Cladophora flavida Kützing 1845
- Cladophora fluitans Kützing 1845
- Conferva macrogonya (Lyngbye) Rabenhorst 1847
- Conferva flavida (Kützing) Rabenhorst 1847
- Cladophora glomerata var. intricata (Kützing) Kützing 1849
- Cladophora crystallina var. flaccida Kützing 1849
- Cladophora declinata Kützing 1849
- Cladophora glomerata var. cartilaginea Kützing 1849
- Cladophora glomerata var. mucosa Kützing 1849
- Cladophora glomerata var. simplicior Kützing 1849
- Cladophora glomerata var. tenuior Kützing 1849
- Cladophora insignis var. fluviatilis Kützing 1849
- Cladophora glomerata var. rivularis Rabenhorst 1851
- Conferva heuflerii Zanardini 1852
- Cladophora brachystelecha Rabenhorst 1857
- Cladophora glomerata var. arbuscula Rabenhorst 1863
- Cladophora fracta f. capillaris (Montagne) Rabenhorst 1864
- Chaetomorpha capillaris (Linnaeus) S.F.Gray 1864
- Cladophora fracta var. strepens (Agardh) Rabenhorst 1868
- Cladophora olympica Grunow ex Rabenhorst 1868
- Cladophora glomerata f. fluitans (Kützing) Rabenhorst 1868
- Cladophora declinata var. pumila (Bail ex Rabenhorst) Kirchner 1878
- Cladophora crispata f. arenaria Kützing 1881
- Cladophora declinata var. fluitans (Kützing) Hansgirg 1886
- Cladophora declinata subsp. fluitans (Kützing) Hansgirg 1886
- Cladophora cristata f. maura Lewin 1888
- Cladophora fracta var. flavescens Batters 1902
- Cladophora tildeniae Brand 1902
- Cladophora fracta f. tolediana Budde 1929
- Cladophora hunanensis C.C.Jao 1940
- Cladophora declinata f. kwangsiensis C.C.Jao 1947

### Variétés et formes
Le World Register of Marine Species (14 avril 2024) reconnaît plusieurs formes et variétés :
- Cladophora glomerata f. boreali-americana F.Brand
- Cladophora glomerata f. cartilaginea (Kützing) Rabenhorst
- Cladophora glomerata f. declinata (Kützing) Rabenhorst
- Cladophora glomerata f. fasciculata Rabenhorst
- Cladophora glomerata f. flavescens (Roth) Rabenhorst
- Cladophora glomerata f. glomerata
- Cladophora glomerata f. intricata (Kützing) Rabenhorst
- Cladophora glomerata f. karleana (Rabenhorst) Rabenhorst
- Cladophora glomerata f. macrogonya (Lyngbye) Rabenhorst
- Cladophora glomerata f. marina (Kützing) Hauck
- Cladophora glomerata f. mucosa (Kützing) Rabenhorst
- Cladophora glomerata f. pumila Rabenhorst
- Cladophora glomerata f. rivularis (Rabenhorst) Rabenhorst
- Cladophora glomerata f. sericea Dekenbach
- Cladophora glomerata f. simplicior (C.Agardh) Rabenhorst
- Cladophora glomerata var. bakuana Grunow
- Cladophora glomerata var. callicoma De Notaris & Baglietto
- Cladophora glomerata var. crassior (C.Agardh) C.Hoek, 1963
- Cladophora glomerata var. minnesotana F.Brand